# Conjectura abc
En teoria de nombres, la conjectura abc, també anomenada conjectura d'Oesterlé–Masser, relaciona els factors primers de dos nombres enters a, b amb els de la seva suma, c. La conjectura va sorgir d'una conversa entre Joseph Oesterlé i David Masser el 1985.
La conjectura estipula que el producte dels diferents factors primers de abc no acostuma a ser gaire menor que c. Altres conjectures i teoremes van sorgir poc després a partir d'aquesta hipòtesi, fins al punt que el matemàtic Dorian Goldfield la va descriure com el problema no resolt més important dins del camp de l'anàlisi d'equacions diofàntiques. La conjectura també està relacionada amb altres problemes de teoria de nombres; per exemple, demostrar que és certa proporcionaria una nova demostració de l'últim teorema de Fermat.
La conjectura abc es va originar com el resultat dels intents d'Oesterlé i Masser per entendre la conjectura de Szpiro sobre les corbes el·líptiques, que involucra més estructures geomètriques en el seu enunciat. Hi ha hagut diversos intents de demostrar la conjectura abc, però cap ha tingut una àmplia acceptació. Shinichi Mochizuki va afirmar tenir una prova l'any 2012, però la conjectura encara es considera sense provar per la comunitat matemàtica.

## Enunciat
Definim l'equació a + b = c, on a, b, c són nombres coprimers. Es defineix el radical d'un enter com el producte dels seus factors primers diferents,
{\displaystyle r(n)=\prod _{p|n}p\ .}
Llavors, «habitualment» es compleix que c < r(abc). La conjectura abc tracta les excepcions a aquest fenomen.
Específicament, postula que per tot nombre real ε més gran que 0, existeix només un nombre finit de triplets (a, b, c) tals que c > r(abc)1+ε.
Una formulació equivalent és que per tot valor ε existeix una constant κ(ε), amb la qual per tots els triplets es compleix que c < κ(ε) · r(abc)1+ε, per valors ε > 0 i κ(ϵ) > 0.
Una forma més feble de la conjectura afirma que (|a|·|b|·|c|)1/3 < κ(ε) · r(abc)1+ε.
També existeix una variant de la conjectura introduïda per Alan Baker el 1998, estretament relacionada amb el mètode de formes linears en logaritmes. Definint N com el radical de abc, i ω com el nombre de factors primers diferents de abc, es postula que existeix una constant absoluta C tal que c < C(ε-ω N)1+ε.